# Желтушка торфяниковая
Желтушка торфяниковая, или желтушка торфяная (лат. Colias palaeno) — дневная бабочка из семейства желтушки (Colias). Видовой эпитет происходит от Палэно — в древнегреческой мифологии водная нимфа.

## Описание

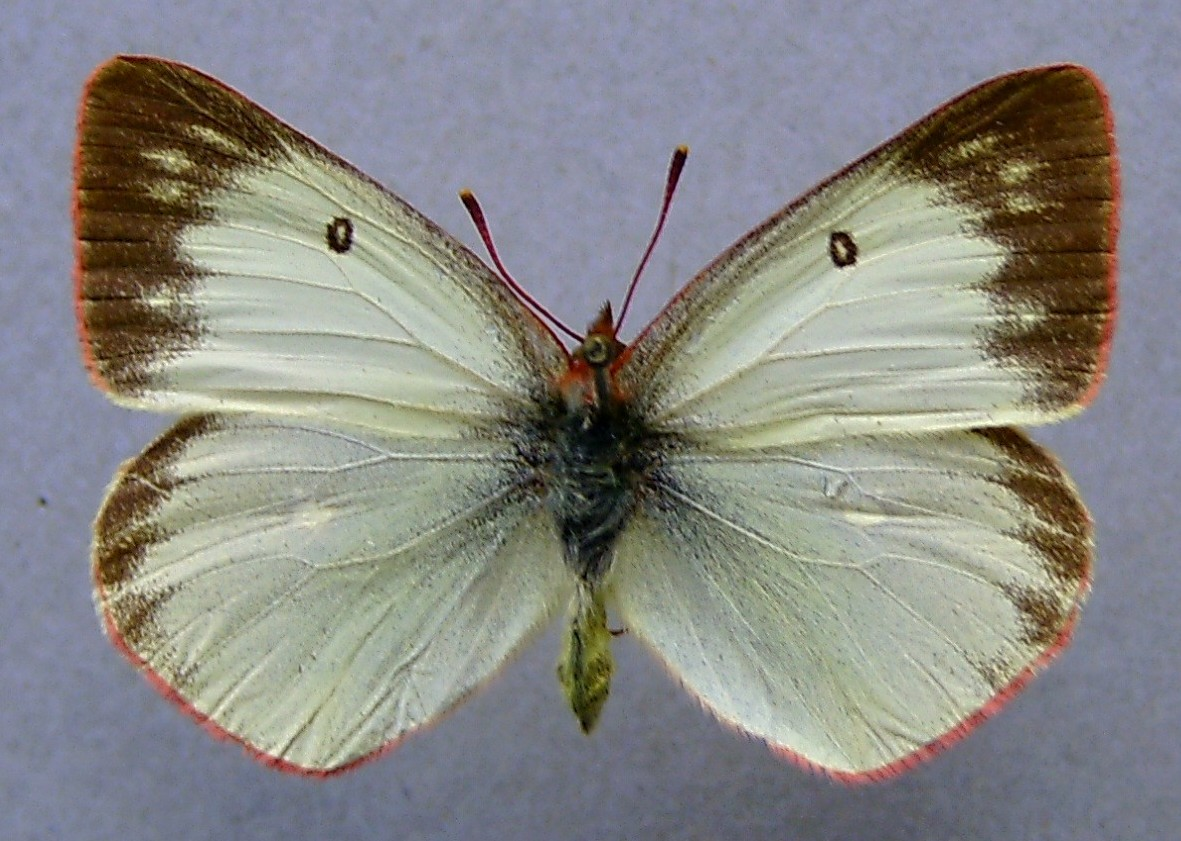
Самка

Длина переднего крыла 20—28 мм. Размах крыльев 40—50 мм. Окраска крыльев самцов ярко-жёлтая, с насыщенной чёрной каймой. Окраска самки белесая с серо-чёрной каймой, не разделенной светлыми пятнами. На задних крыльях сверху одинарное, плохо выраженное на общем фоне беловатое дисковидное пятно. Дискальное пятно передних крыльев плохо или вообще не выражено, часто просветлено.

## Вариабельность и подвиды
Описан ряд географических форм. Подвид europome распространён на территории Центральной Европы.
Самки подвида illegneri отличаются желтоватой (а не белёсоватой, как у других подвидов) основной окраской крыльев.
Подвида orientalis (Staudinger, 1892) распространён в горах Южной Сибири, восточнее Енисея в средней полосе, а также в Приамурье и Приморье. Особи данного подвида меньше номинативного и имеют яркую жёлтую окраску. Подвид arctica (Verity, 1908) распространён на территории Восточной Сибири, и отличается ещё более мелкими размерами, чем orientalis. В Корее и высокогориях Южного Сихотэ-Алиня обитает подвид sugitani (Esaki, 1929). Самцы данного подвида имеют лимонно-жёлтую окраску крыльев с чёрной, почти вдвое более широкой каймой.
На Сахалине обитает подвид sachalinensis (Matsumura, 1919). Окраска самцов палево-жёлтая, с интенсивным опылением бурыми чешуйками низа задних крыльев. Для Чукотки характерен подвид gomojunovae (Korshunov, 1996), у самок которого фон крыльев палево-белый и отсутствуют дискальные пятна.
В тундре и лесотундре Западной Сибири обитает подвид lapponica (Staudinger, 1871), бабочки имеют более узкую чёрную кайму по внешнему краю крыльев, прерываемую у самцов светлыми пестринами.
Североамериканский подвид был выделен в статус самостоятельного вида Сolias shippewa Edwards 1870.

## Ареал
В Центральной Европе встречается разрозненно. Сибирь, на востоке до Сахалина и Японии. Распространена в Европе, в Альпах и по северу Евразия доходит до Дальнего Востока, Китай, Корея, Северная Америка.

## Местообитания
Тундры различных типов, на юге — олиготрофные болота, сообщества вакциниумов, заболоченные редколесья.

## Время лёта
Время лёта конец июня — июль.

## Размножение и развитие
Яйца по одному или группами лежат на верхней стороне листа. Стадия гусеницы с августа по май. Кормовое растение гусениц — род Вакциниум — голубика или черника. Молодая гусеница зеленовато-коричневого цвета, с чёрной головой. Молодые гусеницы питаются мякотью листьев, оставляя жилки. Зимует после второй линьки. Гусеница последнего возраста — цвета морской волны, бархатистая, с мелкими черными точками. На каждом её боку проходит по ярко-жёлтой полосе, окаймленной снизу чёрным. Дыхальца белые, с чёрной обводкой. Низ тела матово-зелёный. Грудные ноги — желтоватого цвета. Голова зелёная. Будучи потревоженной, гусеница сворачивается в кольцо. Гусеницы питается ночью. Стадия куколки около 2 недель.

## Охрана
Занесена в Красную книгу Украины — I категория.